# Francesco Della Valle
Francesco Della Valle (Aiello Calabro, 1590 circa – Roma ?, 1627) è stato un poeta italiano.

## Biografia
Sono poche le notizie sulla vita di Francesco Della Valle. Il suo primo biografo, l'Eritreo, pseudonimo di Giovan Vittorio Rossi (1577-1647), lo dice "cosentinus" e morto prematuramente. Salvatore Spiriti lo differenzia dal Francesco Della Valle che compare citato dal Quattromani avanti la sua traduzione del libro IV dell'Eneide. Antonio D'Elia ha ritrovato dei documenti notarili, in parte pubblicati, in cui si rintraccia la storia del giovanissimo Francesco Della Valle aiellese nei primi anni del Seicento, prima cioè della sua partenza per Napoli e Roma. Egli, quindi, nacque ed operò, pur se per breve tempo, nella città di Aiello, da cui derivano i Della Valle, da non confondere, quindi, con la casata cosentina. Della stessa opinione sono Antonio Piromalli e Rocco Liberti, che riporta nel suo libro su Aiello dei dati significativi sulla famiglia Della Valle. Di Francesco Della Valle, tuttavia, ancora non sono certe le date di nascita e di morte. Le sue tracce si fermano all'anno 1627, presumibilmente quello della morte. Erroneo, dunque, appellarlo cosentino, come sostiene con motivazioni scientifiche il D'Elia. Fu questo un errore grossolano, perché la città calabrese rappresentava in quel periodo la culla culturale dell'intero territorio in cui ricadeva anche lo Stato feudale di Aiello Calabro. "Cosentino" era titolo, appellativo nobilitante per artisti provenienti da quelle terre. Cosenza, antica e prestigiosa fucina di ingegni, fra tutti Bernardino Telesio, vanta l'antichissima Accademia Cosentina. Elia D'Amato lo dice aiellese nella sua Pantologia Calabra (Napoli, 1725).
Francesco Della Valle scrisse delle Rime apparse a Napoli nel 1617, pubblicate in I edizione a Roma nel 1618 e quattro anni dopo in una nuova edizione. Dopo la morte sono apparse solo scelte antologiche delle sue composizione, come una raccolta di 11 sonetti pubblicati da Benedetto Croce e altri da Giovanni Getto, fino alla ristampa della Rubbettino (2004). Francesco Della Valle fu un poeta barocco, con l'uso forte della metafora e una descrittività volta a cogliere il senso profondo del decadimento umano e architettonico (ad esempio le rovine di Roma) pur riprendendo modelli e moduli di chiara matrice petrarchesca, con l'inserimento del sentimento dell'amore passionale, che lo allontanano dallo stile propriamente marinista, e del dramma dell'esilio dalla propria terra, come testimoniano gli studi di Antonio D'Elia e di Antonio Piromalli. Francesco Della Valle fece parte dell'accademia degli Umoristi a Roma. A Cosenza è stata fondata un'Associazione culturale che porta il nome di Francesco Della Valle, al cui interno, assieme ad importanti iniziative, è stata istituita la prima Lectura Dantis Consentina (www.francescodellavalle.org).

## Opere
Le Rime trattano argomenti d'amore, d'esilio, elogi a principi e cardinali. Le lettere delle dame e degli eroi, sulla scia della tradizione latina ed italiana, sono epistole in versi, analizzate ampiamente per la prima volta dal D'Elia, che narrano gli amori di eroi ed eroine del mondo letterario.
- Rime (1617, 1618, 1622)
- Le lettere delle dame, e degli eroi di Francesco Della Valle. All'illustriss. Don Federico Colonna principe di Paliano. In Venetia: dal Ciotti, 1622